# Ahmed Ould Bouceif
Ahmed Ould Bouceif, född 1934, död 27 maj 1979, var regeringschef i Mauretanien 6 april–27 maj 1979. Han grep tillsammans med Mohamed Khouna Ould Haidalla makten genom en statskupp 6 april 1979, efter vilken Mustafa Ould Salek endast satt kvar som president till namnet i två månader.